# 番社同安廟
壯圍番社同安廟位於臺灣宜蘭縣壯圍鄉復興村壯濱路二段47號，座落於濱海公路旁（象徵蛇）坐西朝龜山島（象徵龜），正巧是玄天上帝的腳力將軍，為壯圍鄉規模最大的玄天上帝廟，是宜蘭當地知名分靈各地的廟宇之一，因神威顯赫泰國曼谷玄天上帝廟更不辭舟車勞頓前來分靈，信眾遠道朝聖之地，為壯圍鄉八大庄廟宇之一，又稱「大廟」、「番社仔廟」、「帝爺廟」，鄰近壯圍沙丘旅遊園區、東港榕樹公園及廍後社區海岸鞦韆等景點。

## 歷史沿革
番社同安廟創建可追溯至日治時代明治39年（1906年），開基玄天上帝金身隨先民渡海來台，最初於頭城鎮蕃薯寮落居，由十位唐山渡海來台羅漢腳共同奉祀，先民搬遷至壯圍鄉番社境內拓墾，開基玄天上帝神威十分顯赫遭竊多年後於龜山島尋回，玄天上帝顯靈指示，要鎮守於番社，當時吳永、吳浚龍之先祖父吳得利等人，在早期發起組成「玄天上帝神明會」，以共同信仰玄天上帝為中心，後來由於會員人數眾多，經研議募捐於噶瑪蘭族奇立板舊社籌建廟宇，民國五年記載改建為木式建築廟宇一殿三開間，舊廟期間龜、蛇時常來朝，常見蛇盤纏於橫樑上。
民國三十八年（1949年），舊廟年久坍壞由林金清、林春長等人發起籌資改建。因舊廟址[宜蘭縣壯圍鄉廍後村16鄰廍後路118號]交通不便，帝爺公曾多次顯靈，須將廟宇遷建於現址，於民國七十六年遵造神示執行重建工作，組織重建委員會，推舉東港村前村長潘英才為主任委員，協同全體委員暨眾信徒共同勸募集資，於民國七十九年重建完成，整併舊廟後方「南庵寺」，並逐年增建至現貌，是壯圍鄉規模最大的玄天上帝廟且是宜蘭重要的信仰中心。

## 廟內神祇
- 正殿供奉主神玄天上帝，同祀妙樂天尊（玄天上帝恩師，又稱先生公）、三官大帝、呂仙祖、趙元帥、康元帥、中壇元帥、主牙胎蛇將軍（番社同安廟玄天上帝所收伏蛇將軍）、虎爺以及信眾寄殿供奉的協天大帝、茅山道祖、天上聖母。

- 左殿供奉馬頭觀音（日本西國三十三觀音靈場 第二十九番 松尾寺 馬頭觀音）、大二宮主（番社同安廟玄天上帝所收義女）。

- 右殿供奉福德正神。

- 太歲殿供奉玄天上帝、三官大帝、斗佬天尊、馬頭觀音、福德正神、南斗星君、北斗星君。

### 番社 同安廟 元帥會
- 趙元帥、康元帥、大太子、二太子、三太子

#### 元帥會 創立沿革
成立於1991年，敬造趙公明元帥、康妙威元帥，兩尊元帥爺為帝爺公駕前護法。昔稱「番社同安廟 康趙元帥會」，因為會員人數增加，再恭製三尊太子，正式改名為「番社同安廟 元帥會」。

### 番社 同安廟 宮主會
- 大宮主、二宮主（以女性為會員）

## 慶典

### 農曆正月初一
- 北極玄天上帝巡庄新春繞境。
- 七星平安橋祈福法會，為期五天。[3]

### 農曆三月初三日
- 北極玄天上帝聖誕萬壽

－舉辦盛大過炭火儀式
－四年一科迎請媽祖（北港朝天宮媽祖、北投關渡宮媽祖）、境內友宮廟神尊作客並於農曆三月初二日祈安繞境
由於民國89年建醮，民國95年做醮尾，因此四年須從民國95年再算起。（最近一次為民國103年迎請媽祖祈安繞境）

## 外部連結
- 宜蘭壯圍番社同安廟 玄天上帝
- 壯圍同安廟 （页面存档备份，存于）

1. ↑  . 歷史沿革.   [2016-11-17].
2. ↑  . 創立沿革.   [2016-11-17].
3. ↑  . 壯圍鄉東港村部落祭祀.   [2016-11-17]. （原始内容存档于2016-11-17）.